# Witton Shields
Witton Shields var en civil parish 1866–1955 när det uppgick i Netherwitton, i grevskapet Northumberland i England. Civil parish var belägen 9 km från Morpeth och hade 10 invånare år 1951.